# Шапошникова, Аита Ефимовна
Аита Ефимовна Шапошникова (род. 11 сентября 1957, с. Намцы, Намский улус, Якутская АССР) — якутская журналистка, переводчица, литературный критик. Член Союза журналистов и Союза писателей России. Заслуженный работник культуры Республики Саха (Якутии) (2005).

## Биография
Аита Ефимовна Шапошникова родилась 11 сентября 1957 года в селе Намцы Намского улуса Якутской АССР в семье художника. Ещё будучи ученицей Намской средней школы, помогала матери в переводе произведений якутских авторов, в частности, первой писательницы Якутии — Анастасии Сыромятниковой. В девятом классе в газете «Эдэр коммунист» (с якут. — «Молодой коммунист») увидела объявление о творческом конкурсе Литинститута имени А. М. Горького о наборе группы для подготовки специалистов художественного перевода, однако в силу возраста поступить смогла лишь спустя год.